# Incompatível com a vida
O termo incompatível com a vida é usado em circunstâncias de lesão ou distúrbio do desenvolvimento que tornam a vida impossível.

## Ferimentos e morte
Exemplos de ferimentos incompatíveis com a vida são decapitação ou desmembramento grosseiro. Outras circunstâncias que são consideradas evidentemente incompatíveis com a vida incluem hemicorporectomia traumática, decomposição, incineração, hipóstase e rigor mortis; nessas circunstâncias, paramédicos e outros trabalhadores semelhantes podem ser autorizados a considerar uma pessoa como morta na ausência de um médico.

## Anormalidade fetal
Os transtornos do desenvolvimento são considerados incompatíveis com a vida quando estruturas essenciais ou funções biológicas necessárias para a preservação da vida não são formadas; eles podem resultar em aborto espontâneo, natimorto ou morte neonatal. Exemplos de condições geralmente consideradas incompatíveis com a vida incluem a síndrome de Potter e a anencefalia. Quando transtornos incompatíveis com a vida são encontrados antes do nascimento, os pacientes podem optar por um aborto induzido.
A definição de quais condições são incompatíveis com a vida pode mudar à medida que a medicina avança, como quando as técnicas médicas tornaram possível que algumas pessoas nascidas com algumas condições geralmente consideradas incompatíveis com a vida, como a síndrome de Potter, sobrevivessem. Houve até casos extremamente raros de sobrevivência de curto prazo na infância com condições tão graves quanto a anencefalia. No entanto, outros permanecem além da ajuda.